# Rackheath
Rackheath – wieś w Anglii, w hrabstwie Norfolk, w dystrykcie Broadland. Leży 8 km na północny wschód od Norwich i 166 km na północny wschód od Londynu. Miejscowość liczy 1551 mieszkańców.